# Rudolf Fischer (escritor)

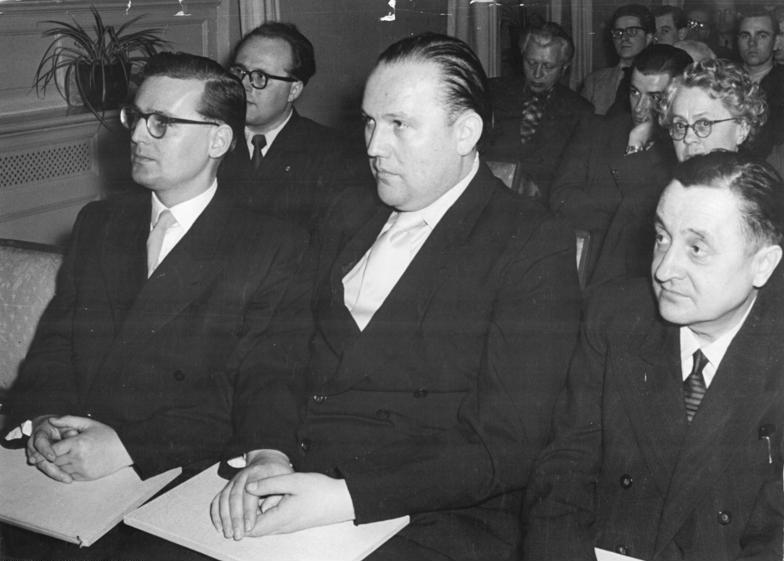
Ganadores del premio Heinrich Mann del año 1956: Wolfgang Schreyer (izquierda), Franz Fühmann (centro) y Rudolf Fischer.

Rudolf Fischer (Dresde, 6 de marzo de 1901-Dresde, 4 de junio de 1957) fue un escritor alemán.

## Vida
Rudolf Fischer provenía de una familia obrera. Tras superar el examen de bachillerato trabajó como empleado comercial. Después de un periodo en el que estuvo desempleado se desempeñó como cartero. Desde la Segunda Guerra Mundial sufría de problemas de salud, que continuaron en el período de posguerra. Comenzó a escribir relatos y en 1952 trabajó como picador en una explotación de carbón en Zwickau. En 1956 recibió el premio Heinrich Mann. Falleció en 1957 en Dresde y fue enterrado en el cementerio St. Pauli.
Fue conocido sobre todo por su novela Martin Hoop IV, obra alabada por la crítica de la República Democrática Alemana, donde se narra la historia real de un sabotaje en la cuenca minera de Zwickau que desembocó en una catástrofe con el grisú.

## Obra
- Martin Hoop IV (1955)
- Dem Unbekannten auf der Spur (1956)